# Adoración religiosa

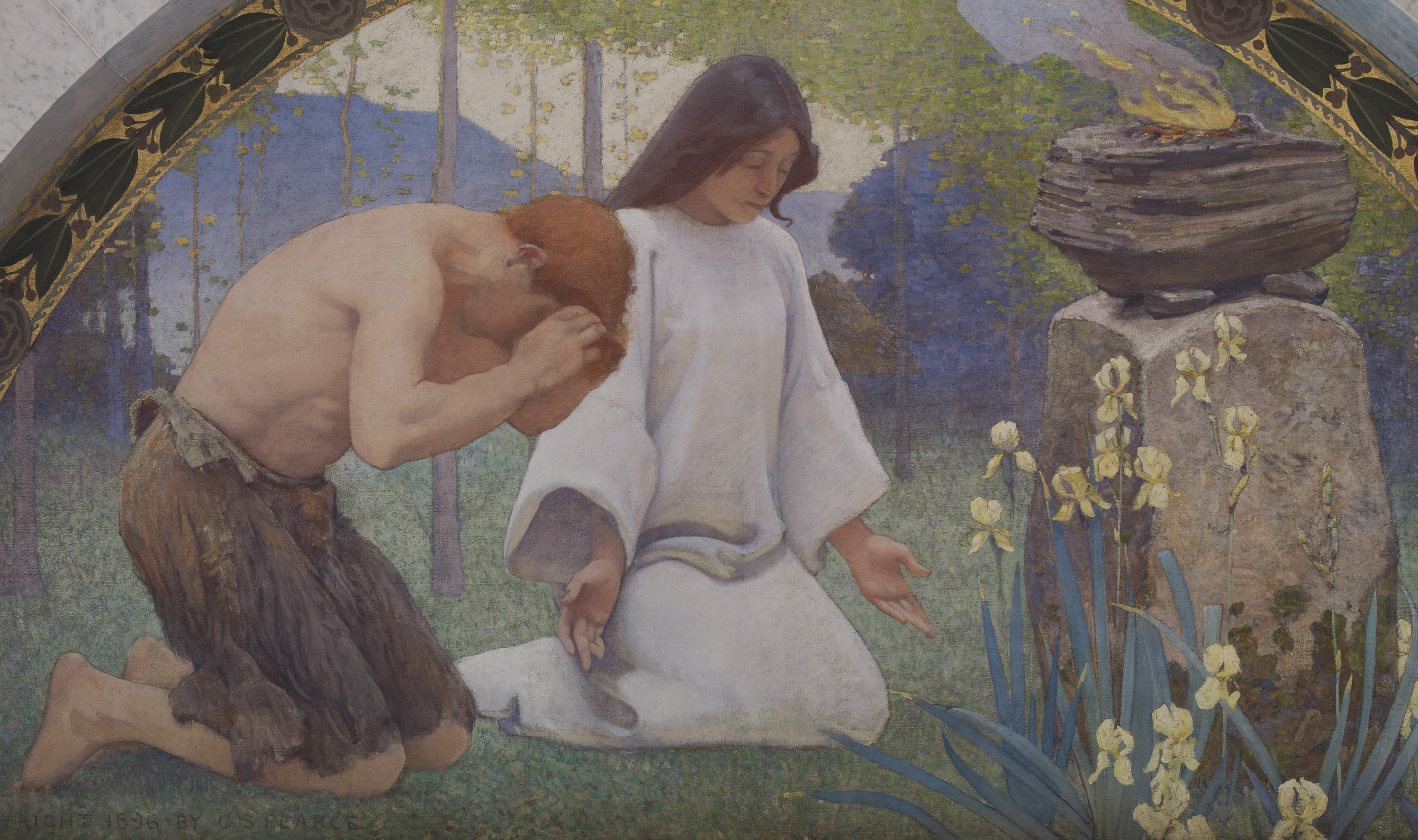
Detalle de la obra Religión de Charles Sprague Pearce (1896).

La adoración religiosa es un acto de devoción religiosa generalmente dirigido hacia una deidad. Puede involucrar una o más de actividades tales como veneración, adoración, y alabanza. Para muchos, la adoración no se trata de una emoción, se trata más del reconocimiento de un Dios. Un acto de adoración se puede realizar individualmente, en un grupo informal o formal, o por un líder designado. Dichos actos pueden implicar honrar.

## La adoración en distintas religiones

### Budismo
La adoración religiosa en el budismo puede tomar innumerables formas dada la doctrina de los medios hábiles. La adoración es evidente en el budismo en formas tales como: guru yoga, mandala, thanka, yantra yoga, la disciplina de los monjes luchadores del Shaolin, panchamrita, recitación de mantras, ceremonia del té, ganacakra, entre otros. La devoción budista es una parte importante de la práctica de la mayoría de los budistas. Según un portavoz del Consejo Sasana de Birmania, la devoción por las prácticas espirituales budistas inspira la devoción por la Triple Joya. La mayoría de los budistas utilizan los rituales para alcanzar sus aspiraciones espirituales. En el budismo, puja (sánscrito y pali: pūjā) son expresiones de "honor, adoración y atención devocional". Los actos de puja incluyen inclinarse, hacer ofrendas y cantar. Estos actos devocionales generalmente se realizan diariamente en el hogar (ya sea por la mañana o por la noche o ambos), así como durante los festivales comunales y los días de Uposatha en un templo.
La Meditación (samādhi) es una forma central de adoración en el budismo. Esta práctica se centra en el tercer paso del Sendero óctuple que finalmente conduce al autodespertar, también conocido como iluminación. La meditación promueve la autoconciencia y la exploración de la mente y el espíritu. Tradicionalmente, la meditación budista había combinado samatha (el acto de detenerse y calmarse) y vipasyana (ver claramente dentro) para crear una experiencia completa de mente y cuerpo. Al detener las actividades cotidianas y concentrarse en algo simple, la mente puede abrirse y expandirse lo suficiente como para alcanzar un nivel espiritual. Al practicar el paso de vipasyana, uno no alcanza la etapa final de la conciencia, sino que se acerca un paso más. La meditación consciente le enseña a uno a dejar de reaccionar rápidamente a los pensamientos y objetos externos que se presentan, y a retener pacíficamente el pensamiento sin responder de inmediato. Aunque en la fe budista tradicional, la iluminación es el objetivo final deseado de la meditación, es más un ciclo en un sentido literal que ayuda a las personas a comprender mejor sus mentes. Por ejemplo, la meditación conduce a la comprensión, a la bondad, a la paz, etc.

### Cristianismo
En el cristianismo, un servicio es un período formalizado de adoración comunal, que ocurre a menudo, pero no exclusivamente, el domingo (o el sábado en el caso de aquellas iglesias que practican el sabatarianismo del séptimo día). El servicio de la iglesia es la reunión de cristianos para que se les enseñe la "Palabra de Dios" (la Santa Biblia) y se les anime en su fe. Técnicamente, la "iglesia" en "servicio de la iglesia" se refiere a la reunión de los fieles (congregación) en lugar de al edificio en el que tiene lugar el evento. En el cristianismo, la adoración es honor reverente y homenaje pagado a Dios. El Nuevo Testamento usa varias palabras para expresar el concepto de adoración. La palabra proskuneo - "adorar" - significa inclinarse (ante dioses o reyes).
La misa es el acto central de adoración divina en la Iglesia católica. La Congregación para el Culto Divino en el Vaticano publica un "Directorio sobre la Piedad popular y la Liturgia". Las devociones católicas son "prácticas externas de piedad" que no forman parte de la liturgia oficial de la Iglesia Católica, pero son parte de las prácticas espirituales populares de Católicos. No forman parte del culto litúrgico, incluso si se lleva a cabo en una iglesia católica, en grupo, en presencia de un sacerdote.
Las devociones anglicanas son oraciones y prácticas privadas utilizadas por los anglicanos cristianos para promover el crecimiento espiritual y la comunión con Dios. Entre los miembros de la Comunión Anglicana, los hábitos devocionales privados varían ampliamente, dependiendo de la preferencia personal y de la afiliación con la iglesia baja o la iglesia alta parroquia.

#### Adoración versus veneración

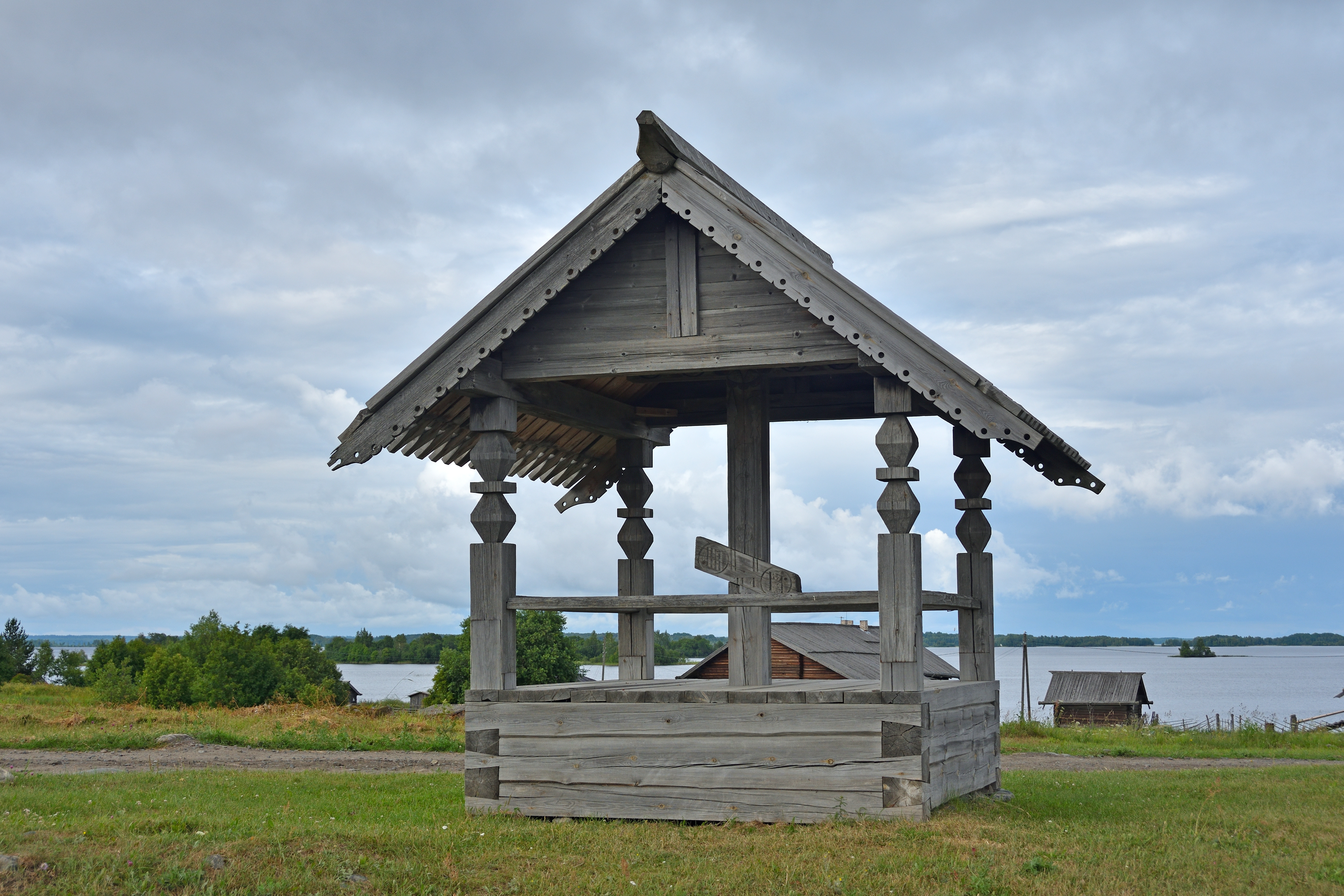
Un cruce de camino en Kizhi, República de Karelia.

El Nuevo Testamento utiliza varias palabras traducibles como "adoración". La palabra proskuneo - "adorar" - significa inclinarse ante dioses o reyes.
El catolicismo, el anglicanismo, la ortodoxia bizantina y la ortodoxia oriental hacen una distinción técnica entre dos conceptos diferentes:
- adoración o latria (latín adoratio, griego latreia, [λατρεία]), que se debe solo a Dios
- veneración o dulia (latín veneratio, griego douleia [δουλεία]), que pueden ser ofrecidos lícitamente a los santos

Los actos externos de veneración se asemejan a los de adoración, pero difieren en su objeto e intención. Los cristianos protestantes, que rechazan la veneración de los santos, cuestionan si los católicos siempre mantienen tal distinción en la práctica devocional real, especialmente a nivel de religión popular.
Según Mark Miravalle, la palabra inglesa "worship" es equívoca, ya que se ha utilizado (al menos en escritos católicos) para denotar tanto adoración/latria como veneración/dulia, y en algunos casos incluso como sinónimo de veneración a diferencia de adoración:

Como explica Santo Tomás de Aquino, la adoración, que en la teología clásica se conoce como latria, es el culto y el homenaje que se ofrece justamente sólo a Dios. Es la manifestación de la sumisión, y del reconocimiento de la dependencia, debidamente manifestada hacia la excelencia de una persona divina increada y hacia su absoluto Señorío. Es la adoración del Creador lo que sólo Dios merece. Aunque vemos en inglés un uso más amplio de la palabra "adoración" que puede no referirse a una forma de adoración exclusiva a Dios, por ejemplo, cuando un esposo dice que "adora a su esposa", en general se puede sostener que la adoración es la mejor denotación en inglés para el culto de latria.
La veneración, conocida como dulia en la teología clásica, es el honor y la reverencia propiamente debidos a la excelencia de una persona creada. La excelencia exhibida por los seres creados también merece reconocimiento y honor. Vemos un ejemplo general de veneración en eventos como la entrega de premios académicos a la excelencia en la escuela o la entrega de medallas olímpicas a la excelencia en los deportes. Nada hay contrario a la debida adoración a Dios cuando le ofrecemos el debido honor y reconocimiento que merecen las personas creadas en base a la realización en la excelencia.
Debemos hacer una aclaración adicional en cuanto al uso del término "culto" en relación con las categorías de adoración y veneración. Históricamente, las escuelas de teología han usado el término "culto" como un término general que incluía tanto la adoración como la veneración. Distinguirían entre "culto de adoración" y "culto de veneración". La palabra "adoración" (de manera similar a como se usa tradicionalmente el término litúrgico "culto") no era sinónimo de adoración, pero podía usarse para introducir adoración o veneración. Por lo tanto, las fuentes católicas a veces usan el término "culto" no para indicar adoración, sino solo culto de veneración dada a María y los santos.

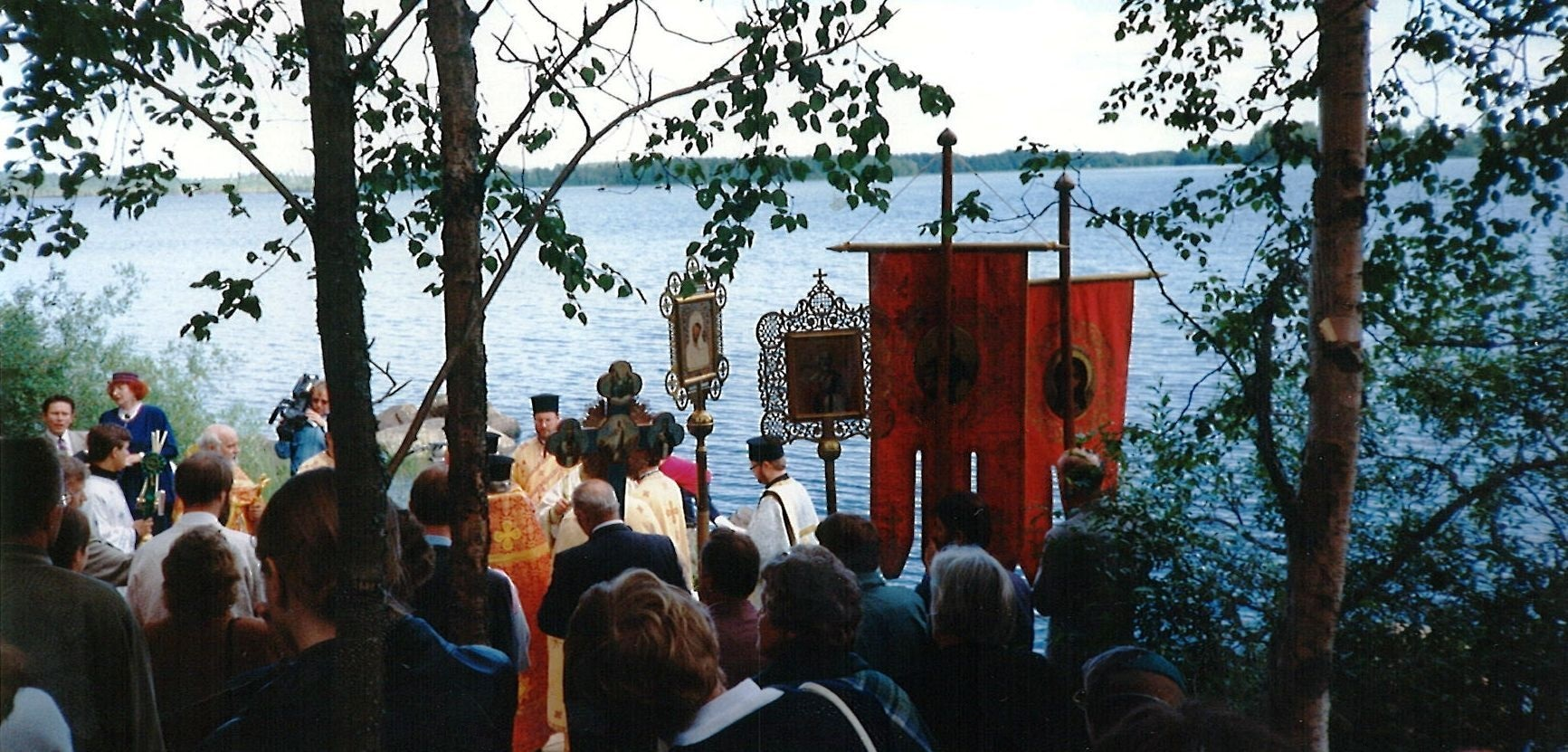
Ilja Praasniekka, la doración del día de Eliasen las orillas del lago en Ilomantsi, Finlandia en julio de 1996

El judaísmo ortodoxo y el islam sunita ortodoxo sostienen que para todos los propósitos prácticos la veneración debe considerarse lo mismo que la oración; El judaísmo ortodoxo (posiblemente con la excepción de algunas prácticas Chasidic), el islam ortodoxo sunita y la mayoría de los protestantismos prohíben la veneración de santos o de ángeles, clasificando estas acciones como similares a idolatría.
De manera similar, los Testigos de Jehová afirman que muchas acciones clasificadas como patriótico por grupos protestantes, como saludar una bandera, cuentan como equivalente a la adoración y, por lo tanto, se consideran idólatra también.

#### Reunión de Cuáqueros para Adoración
Los Cuáqueros (la Sociedad Religiosa de Amigos) tienen Reuniones de Adoración programadas y no programadas. La adoración no programada se basa en el silencio y la escucha interior del Espíritu, desde el cual cualquier participante puede compartir un mensaje. En reuniones de adoración no programadas, alguien habla cuando esa persona siente que Dios/Espíritu/el universo le ha dado un mensaje para otros. La adoración programada incluye muchos elementos similares a los servicios protestantes, como un sermón e himnos. Muchas reuniones programadas también incluyen un tiempo durante el servicio para la espera silenciosa y expectante y los mensajes de los participantes.

### Hinduismo
La adoración en el hinduismo implica invocar fuerzas superiores para ayudar en el progreso espiritual y material y es simultáneamente una ciencia y un arte. Generalmente se invoca un sentido de bhakti o amor devocional. Este término es probablemente central en el hinduismo. Una traducción directa del sánscrito al inglés es problemática. El culto toma una multitud de formas dependiendo de los grupos comunitarios, la geografía y el idioma. Hay un sabor de amar y estar enamorado de cualquier objeto o foco de devoción. El culto no se circunscribe a cualquier lugar de culto, también incorpora la reflexión personal, las formas artísticas y grupales. La gente suele realizar la adoración para lograr algún fin específico o para integrar el cuerpo, la mente y el espíritu a fin de ayudar al ejecutante a evolucionar hacia un ser superior.

### Islam

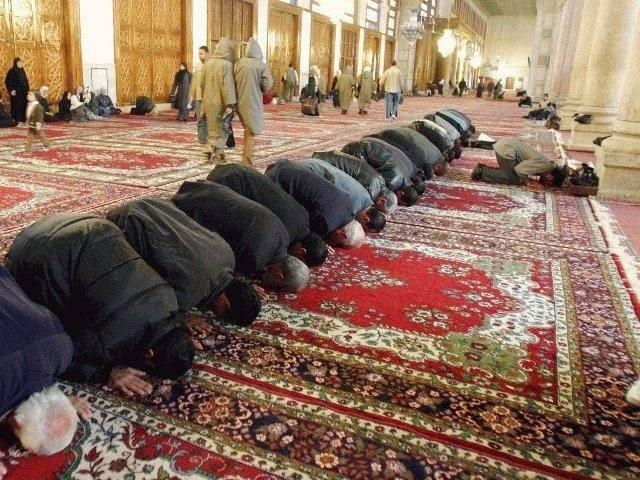
En el Islam, Sujud (postraciones) ocupan una posición por excelencia en las cinco oraciones formales diarias obligatorias.

En el Islam, la adoración se refiere a la devoción ritualista, así como a las acciones realizadas de acuerdo con la ley islámica que está ordenada y agrada a Dios. El culto está incluido en los Cinco Pilares del Islam, principalmente el de salat, que es la práctica de la oración ritual cinco veces al día.
Según Muhammad Asad, en sus notas en la traducción de El Mensaje del Corán en Q51:56,
 Por lo tanto, el propósito más íntimo de la creación de todos los seres racionales es su conocimiento de la existencia de Allah y, por lo tanto, su voluntad consciente de conformar su propia existencia a lo que sea que puedan percibir de Su voluntad y plan: y es esto concepto doble de cognición y voluntad que da el significado más profundo a lo que el Corán describe como "adoración". Como muestra el versículo siguiente, este llamado espiritual no surge de ninguna supuesta “necesidad” por parte del Creador, quien es autosuficiente e infinito en Su poder, sino que está diseñado como un instrumento para el desarrollo interior del adorador, quien, por el acto de su entrega consciente a la Voluntad Creadora que todo lo impregna, puede esperar acercarse más a la comprensión de esa Voluntad y, por lo tanto, más cerca de Allah Mismo.

En el mundo musulmán, la palabra "adoración" (en el contexto literal de "adoración") está prohibida si se refiere a un objeto o acción y no exclusivamente a Alá.

### Judaísmo
La adoración de Dios en el judaísmo se llama Avodat Hashem. Durante el período en que el Templo estuvo en pie, los ritos llevados a cabo allí fueron considerados el acto más importante de adoración judía. Sin embargo, la forma más común de adoración era y sigue siendo la de la oración judía. Otras formas de adoración incluyen la realización de rituales prescritos, como el Seder de Pesaj y agitar las Cuatro Especies, con intención adecuada, así como varios tipos de meditación judía.

#### Adoración a través de actividades mundanas
Las fuentes judías también expresan la noción de que uno puede realizar cualquier actividad mundana apropiada como la adoración a Dios. Los ejemplos incluirían devolver un artículo perdido y trabajar para mantenerse a sí mismo y a su familia.
El Código de la Ley Judía (Orach Chayim, Capítulo 231) cita el Proverbios (3:6), "conócelo en todos tus caminos" (Hebreo: בכל דרכיך דעהו (b'chol d'rachecha dei'eihu)), como fuente bíblica para esta idea.

### Sijismo
En el Sikhism, la adoración se lleva a cabo después del Guru Granth Sahib, que es el trabajo de los 10 Gurus Sikh, todo en uno. Los sikhs adoran a Dios y solo a un Dios, conocido como "Un Creador", "El Maestro Maravilloso" (Waheguru), o "Destructor de la Oscuridad".

### Wicca
La adoración Wiccan comúnmente se lleva a cabo durante la luna llena o la luna nueva. Dichos rituales se denominan Esbat y pueden incluir un círculo mágico que los practicantes creen que contendrá energía y formará un espacio sagrado, o les brindará una forma de protección mágica.

### Zoroastrismo
La oración es uno de los deberes y adoraciones del Mazdayasna, que se realiza para prestar siempre atención a los mandamientos religiosos y dar gracias a Ahura Mazda (Dios ).

## Adoración moderna
En la sociedad moderna y la sociología, algunos escritores han comentado las formas en que las personas ya no simplemente adoran a deidades reconocidas, sino que también (o en su lugar) adoran las marcas de consumo, equipos deportivos y otras personas (celebridades). Por lo tanto, la sociología amplía este argumento para sugerir que, fuera de una religión, el culto es un proceso mediante el cual la sociedad se adora a sí misma, como una forma de autovalorización y autoconservación.